# مدح

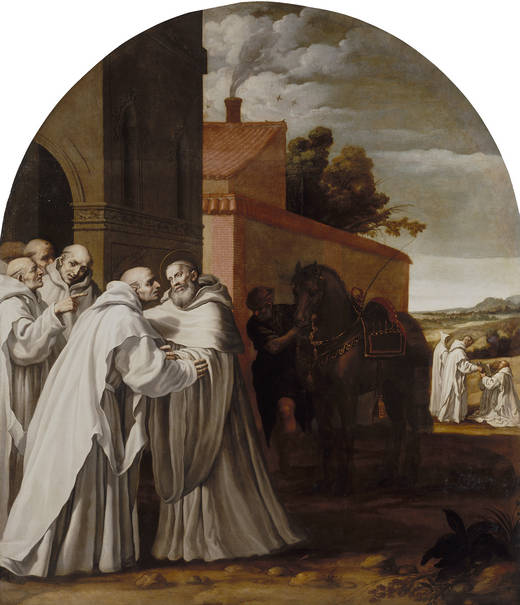

المدح هو إحسان الثناء على المرء بما له من الصفات الحسنة.
مَدَحَه كَمَنَعَه مَدحا ًومِدحَةً: أحسَنَ الثَّناءَ عليه....والمَديحُ والأُمدُوحَةُ ما يُمدَحُ به، جمعُه: مَدائِح، وأَماديح.

## المدح والحمد
- المدح هو ذكر المحاسن، وهو الثناء بذكر الجميل، والمدح لا يستلزم المحبة.
- فالمدح هو إخبار مجرد، وقيل المدح هو ذكر المحاسن بمقابل وبدون مقابل، والمدح يكون بذكر الجميل الاختياري وغير الاختياري.

### الفرق بين المدح والحمد

#### الحمد
هو الذكر بالجميل الإختيارى أي ذكر المحاسن دون إحسان، وهو ذكر الله بصفات الكمال، وقيل هو ذكر المحمود بصفات الكمال بمعنى ذكر صفات الكمال لله.
- المدح

و‌الحمد لغة يشتركان في نفس الحروف ولكن بترتيب مختلف وتباين في المعنى، وهذا يسمى في اللغة (اشتقاق أوسط) والمدح أعم من الحمد لأن المدح يكون بذكر الجميل الإختيارى وغير الإختيارى كأن تقول: مدحت اللؤلؤ لصفاته، فهنا الممدوح ليس مختارا لصفاته، والحمد أخص لأنه يكون بذكر الجميل الإختيارى فقط.

## أسلوب المدح والذم في النحو
من الأساليب النحوية التي استخدمها العرب للتعبير عن المدح خصص النحاة للدلالة على المدح الأفعال الآتية:

### نعم
فعل ماض جامد خصص لإنشاء المدح.
نحو:
- نعم الحياة الآخرة.
- ونعم العمل العبادة.

في المثالين السابقين نجد أن جملة المدح تكونت من فعل المدح «نعم»، والفاعل «الحياة» في المثال الأول، و«العمل» في المثال الثاني، والمخصوص بالمدح وهو «الآخرة» في المثال الأول، «والعبادة» في المثال الثاني.
ومنه في القرآن: ﴿وَقِيلَ لِلَّذِينَ اتَّقَوْا مَاذَا أَنْزَلَ رَبُّكُمْ قَالُوا خَيْرًا لِلَّذِينَ أَحْسَنُوا فِي هَذِهِ الدُّنْيَا حَسَنَةٌ وَلَدَارُ الْآخِرَةِ خَيْرٌ وَلَنِعْمَ دَارُ الْمُتَّقِينَ ۝٣٠ جَنَّاتُ عَدْنٍ يَدْخُلُونَهَا تَجْرِي مِنْ تَحْتِهَا الْأَنْهَارُ لَهُمْ فِيهَا مَا يَشَاءُونَ كَذَلِكَ يَجْزِي اللَّهُ الْمُتَّقِينَ ۝٣١﴾ - سورة النحل.

### حبذا
فعل جامد خصص لإنشاء المدح، وهو مركب مع اسم الإشارة «ذا» الذي يعرب فاعلا.
نحو:
- حبذا الأمانة.
- وحبذا الإخلاص في العمل.
- حب: فعل المدح، وذا اسم إشارة في محل رفع فاعل، والإخلاص مخصوص بالمدح.

ومنه قول الشاعر:

## بِئْس
فعل جامد خُصص للذم، ومتضاده هو نِعم.
- بئْسَ الخُلُق الكَذب.

## المدح في الشعر
الإطراد عند البديعيين أن تأتي بأسماء الممدوح أو غيره، وأسماء آبائه على ترتيب الولادة، من غير تكلف، كقوله:
```
ويقال ثل الله عروشهم أي هدم ملكهم.
[
3
]
```

أبواب الشعر العربي كثيرة منها المدح يعتبر غرض المدح من أهم الأغراض التي قال فيها شعراء الجاهلية شعرهم؛ ذلك أن الإعجاب بالممدوح والرغبة في العطاء تدفعان الشاعر إلى إتقان هذا الفن من القول، فيسعى الشاعر إلى قول الشعر الجيد الذي يتضمن الشكر والثناء، وقد يكون المديح وسيلة للكسب. والصفات التي يمدح بها الممدوح هي:
- الكرم والشجاعة.
- مساعدة المحتاج والعفو عند المقدرة.
- حماية الجار. ومعظم شعراء الجاهلية قالوا شعرا في هذا الغرض.

نهج شعر المدح في بداية هذه المرحلة الأخيرة منهجهه القديم، فجري مع إعجاب الشاعر بشخصية الممدوح والتأثر بفضائله ومآثره، أوالشكر ليد عليه لم يستطع أداء حقها إلا بالشعر تعظيما أوتخليدا لها، فلم يكن للشاعر مطمع وراء مدحه هذا. لعل خير مثال لذلك مدح «امرئ القيس» بني تميم لما أجاروه، فقابلهم الشاعر بالمدح وشكرهم تكريما. فقال:
ومن قصائد المتنبي في مدح سيف الدولة: